# Cephalotes rohweri
Cephalotes rohweri é uma espécie de inseto do gênero Cephalotes, pertencente à família Formicidae.